# Pere Mulet
Pere Mulet (Tarragona, segles XIII - xiv) va ser un hisendat i comerciant català.
Les poques dades que se'n coneixen les transmet l'historiador reusenc Andreu de Bofarull. Diu que l'any 1335 va comprar la castlania de Reus al seu antic posseïdor Bernat II de Cabrera pel preu de 135 sous, segons una acta conservada a l'Arxiu Històric de Reus del 7 de febrer d'aquell any. El 25 d'agost de 1345 per ordre de l'arquebisbe de Tarragona Arnau Sescomes, se li van embargar les rendes dels seus dominis per a satisfer uns crèdits, a favor d'un tal Joan de Manresa. L'executor de la sentència va ser Joan de Savall, batlle del cambrer de la Seu de Tarragona Gozzio Battaglia, cambrer que tenia els dos terços del domini sobre la vila de Reus i la jurisdicció eclesiàstica. Bofarull segueix dient que els hereus de Joan de Manresa van vendre els drets de la castlania a Bernat d'Olzinelles, tresorer de Pere el Cerimoniós, l'any 1349.